# ガラージュ (ゲーム)
『ガラージュ』(Garage)とは、1999年にキノトロープが開発し、東芝EMIより販売されたPC用ゲームソフトである。
本作は、ガラージュという精神治療装置にかけられた主人公が自分の精神世界から脱出していく様子を描いている。
近い時期に発売された『クーロンズゲート』と『BAROQUE』と合わせて「三大歪みゲー」と呼ばれている。

## 販売
販売当時、東芝EMIがCD-ROM事業から撤退するタイミングと重なってしまったため、初版（約3000部）のみの発売にとどまり、幻のゲームとして中古市場では高値で取引されていた。
2004年、キノトロープから許可を得て製作監督者の作場知生が個人で販売するという形で再販された。
再販から15年以上後の2020年にはモバイル向けのリメイク版の資金がクラウドファンディングサービスCAMPFIREを通じて行われ、2021年12月10日に『ガラージュ完全版:for Mobile』として発売された。リメイク版の再販に先駆けて2021年8月にはヴィレッジヴァンガードからコラボグッズが発売された。
2022年7月8日にはSteam版が、2024年6月6日にはNintendo Switch版が配信された。

## 評価
4Gamer.netの早苗月 ハンバーグ食べ男は、Steam版のプレイフィールと近似する作品として『とびだせ どうぶつの森』を挙げており、その理由として「[前略]生活のために労働して，個性的な住人達とコミュニケーションを取り，少しずつ環境をリッチにしながら目標の達成を目指すというのは，スローライフ感があります。」と語っている。
その一方で早苗月は「ただ『ガラージュ』は[中略]という逆境から物語をスタートさせて，スローライフ的なゲームサイクルを盛り込むことで，エロスを行動原理として『終焉へと向かう』シナリオを描くことに成功しています。」とも述べている。